# Móric Sándor

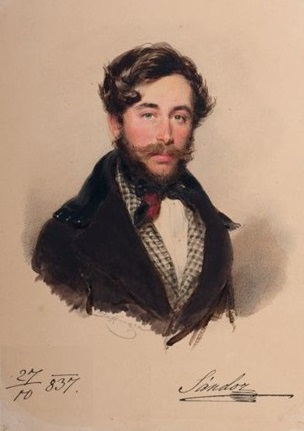
Móric Graf Sándor von Szlawnicza, 1837

Móric Graf Sándor von Szlavnicza (* 23. Mai 1805 in Bajna; † 23. Februar 1878, in Wien) war ein ungarischer Sportsmann, Großgrundbesitzer und einer der bedeutendsten Reiter und Pferdezüchter seiner Zeit.

## Leben

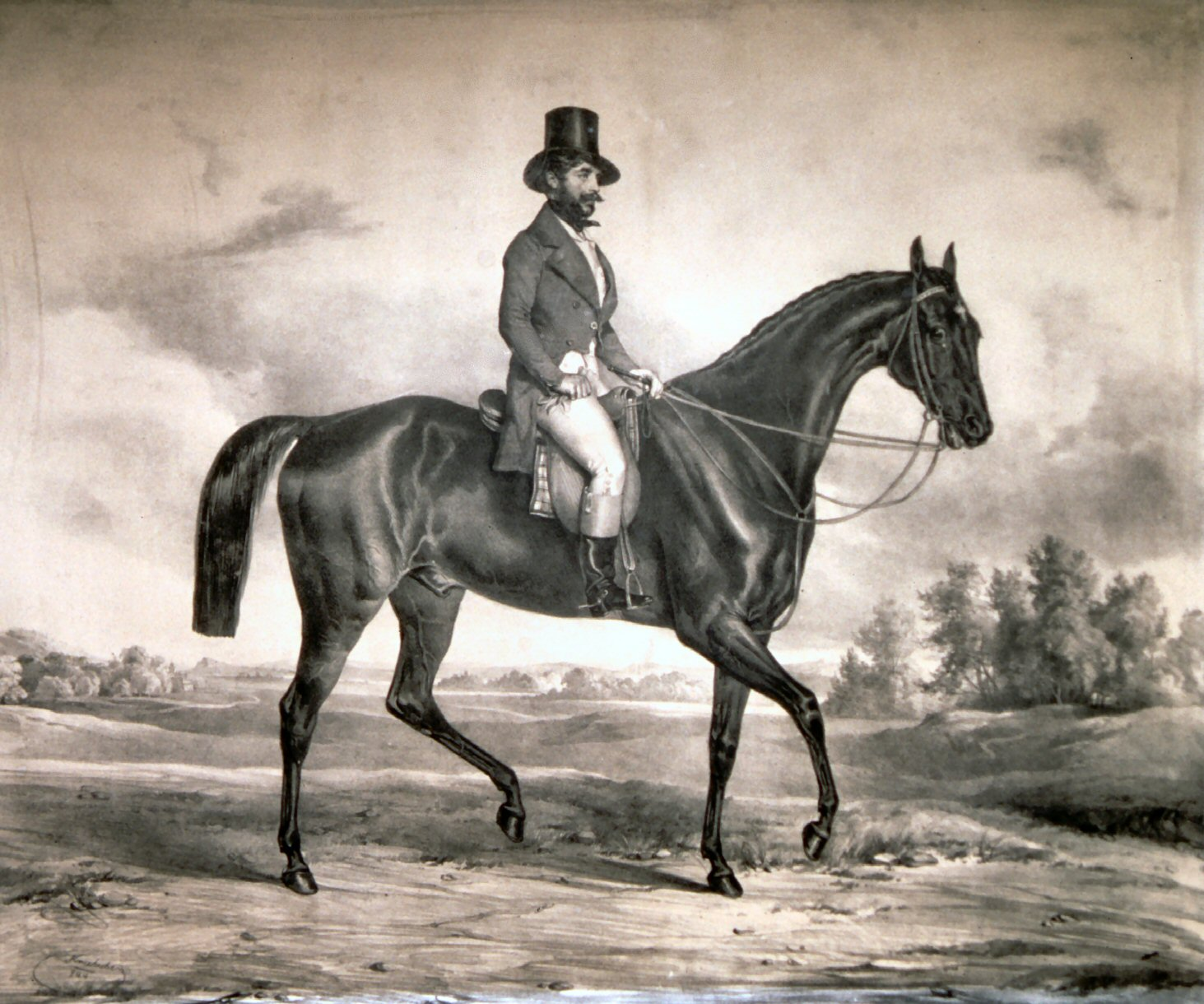
Móric Graf Sándor von Szlawnicza, zu Pferd

Móric Graf Sándor von Szlavnicza kam 1805 als Sohn von Vincenz Ferdinand Graf Sándor von Szlavnicza und Anna Maria Gräfin Szápáry von Muraszombath in Ungarn zur Welt und gehörte der ungarischen Magnatenfamilien Sándor von Szlavnicza an. Seine beiden Geschwister waren Mathilde Maria Isabella Gräfin Sándor, welche mit Gábor Keglevich de Buzin verheiratet war und Willhemine Gräfin Sándor verheiratet mit Albert Johann Graf Festetics von Tolna. Von frühester Jugend war Reiten seine größte Leidenschaft und namentlich setzte er stets einen besonderen Ehrgeiz darein, solche Pferde zu tummeln, welche kein Anderer zu besteigen wagte. sein Grafensitz in Bajna sich durch verschwenderischste Gastfreundschaft sogar in Ungarn einen Namen gemacht.
Er war einer der bekanntesten Pferdenarren, Schnellreiter, Hoch- und Weitspringer, der mit seinen Wetten und Ideen ganz Wien unterhielt. Als kecker Reiter – der sich durch seinen Adel auch jede Rohheit erlauben konnte – stellte er eine bewunderte Figur dar.
Er heiratete später die Prinzessin Leontine Adelheid Maria Pauline von Metternich-Winneburg, Tochter des Fürsten Clemens Wenzel Metternich-Winneburg und Gräfin Maria Eleonore von Kaunitz-Rietberg.
Seine einzige Tochter Pauline Gräfin Sándor von Szlavnicza heiratete ihren Onkel Richard Klemens Fürst Metternich (1829–1895), wodurch ihr Großvater Fürst Clemens Metternich-Winneburg zugleich ihr Schwiegervater wurde.
Da sie die einzige Tochter war gab sie ihren Mädchennamen Sándor ebenfalls weiter. Die Familie der Grafen Sándor von Szlavnicza ist aber im Mannesstamm erloschen.